# Siebera effusa
Siebera effusa är en flockblommig växtart som beskrevs av George Bentham. Siebera effusa ingår i släktet Siebera och familjen flockblommiga växter. Inga underarter finns listade i Catalogue of Life.